# 都営バス南千住営業所
都営バス南千住自動車営業所（とえいバスみなみせんじゅじどうしゃえいぎょうしょ）は、東京都荒川区南千住にある都営バスの営業所。荒川区南部・台東区・墨田区などの路線を運行している。台東区千束にあった新谷町自動車営業所の移転で1975年12月21日に開設され、敷地は都電南千住電車営業所の跡地を利用している。
管轄下に青戸支所を置く。営業所記号はKを用いる。ナンバーは足立である。

## 沿革
- 1928年（昭和3年）：業平営業所を移転、新谷町出張所とする。
- 1945年（昭和20年）6月16日：戦災被害により千住営業所新谷町分車庫に降格。
- 1946年（昭和21年）4月1日：新谷町自動車営業所として復旧。
- 1971年（昭和46年）：南千住電車営業所跡地に、千住自動車営業所南千住分車庫が整備される。
- 1975年（昭和50年）12月21日：新谷町営業所を都電南千住電車営業所跡地に移転、南千住自動車営業所に改称する。
- 2006年（平成18年）4月1日：南千住営業所青戸分駐所を開設、同時に錦37系統を青戸支所から移管。
- 2008年（平成20年）3月31日：青戸分駐所を青戸支所に統合、錦37系統をはとバス委託とする。
- 2009年（平成21年）4月1日：営業所の最寄バス停を「南千住」から「南千住車庫前」に変更する。

## 現行路線

### 都08系統（グリーンリバー）
- 都08(T08)：日暮里駅 - 下谷警察署 - 竜泉 - 千束 - 東武浅草駅 - 本所吾妻橋 - 押上 - 錦糸町駅
- 都08(T08)：日暮里駅 - 下谷警察署 (入出庫)
- 都08(T08)：東武浅草駅 - 本所吾妻橋 - 押上 - 錦糸町駅 (入出庫)
- 都08(T08)：本所吾妻橋 → 押上 → 錦糸町駅 (出庫)

日暮里駅を起点とし、浅草・吾妻橋を経由して錦糸町駅に至る。都市新バスの一つで、愛称は「グリーンリバー」。
出入庫は、日暮里駅側からは下谷警察署行、錦糸町駅側からは東武浅草駅行として運転される。
浅草周辺ではよく迂回運転が行われる。代表的なものを挙げると、正月三が日、浅草サンバカーニバル、三社祭など。また、隅田川花火大会開催中は、錦糸町駅 - 本所吾妻橋と日暮里駅 - 浅草二丁目の折返し運転が行われる。なお、幕車では行先が出なかったが、近年導入されたLED行先方向器を備えた車両では、「（花火）本所吾妻橋」の表示が掲出される。
歴史は古く、終戦直後の1947年（昭和22年）4月21日に錦糸町駅と浅草を結ぶ23系統として開業した。間をおかず、上野広小路への延長を経て、鶯谷駅経由で日暮里駅行となった。その後、徐々に現在の竜泉経由のルートへと改められ、1951年の時点でほぼ現在の原型が出来上がった。新系統番号化に伴い、里23と改名し、1982年には錦糸町駅南口発着から北口発着に変更となった。その後、錦糸町駅北口の再開発計画に伴い、発着場所の変更がつづく。錦糸町駅北口の旧バスターミナルが閉鎖され、まず1990年ごろに錦糸町駅の四ツ目通り総武本線ガード下にバス停が移動した。その後、錦糸町駅ガード下より南口に発着場所を移動した。
1994年1月18日、東京都交通局最後の都市新バスとして都08となる。1997年6月1日には、錦糸町駅北口の再開発工事が終了し、新たに設置された交通広場の2番乗り場に乗り入れることとなった。
2006年11月25日より、都市新バスとしては初めて全便がノンステップバス化された。

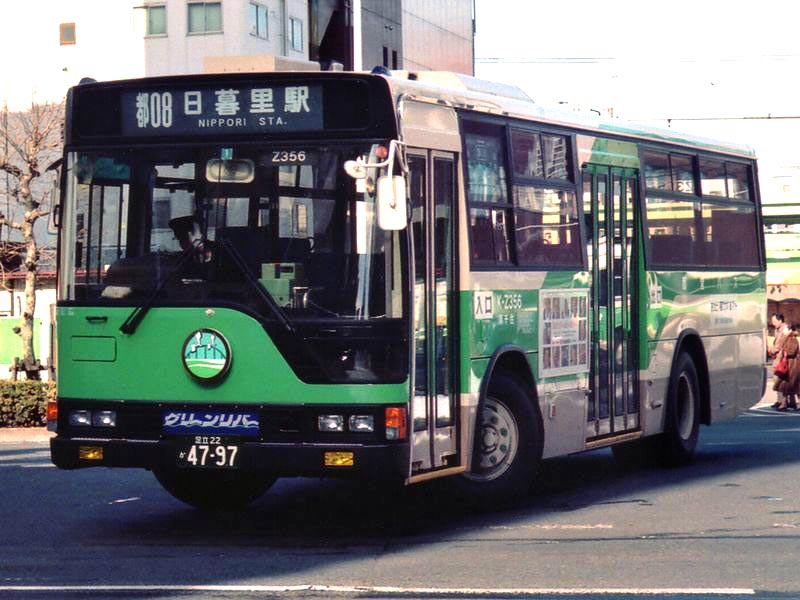
初代専用車 (K-Z356)
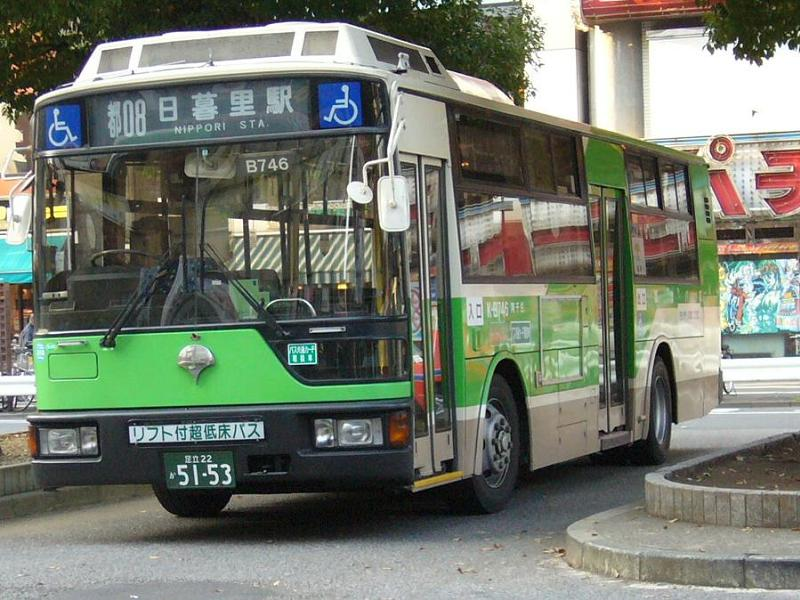
リフト付超低床車も充当された (K-B746)
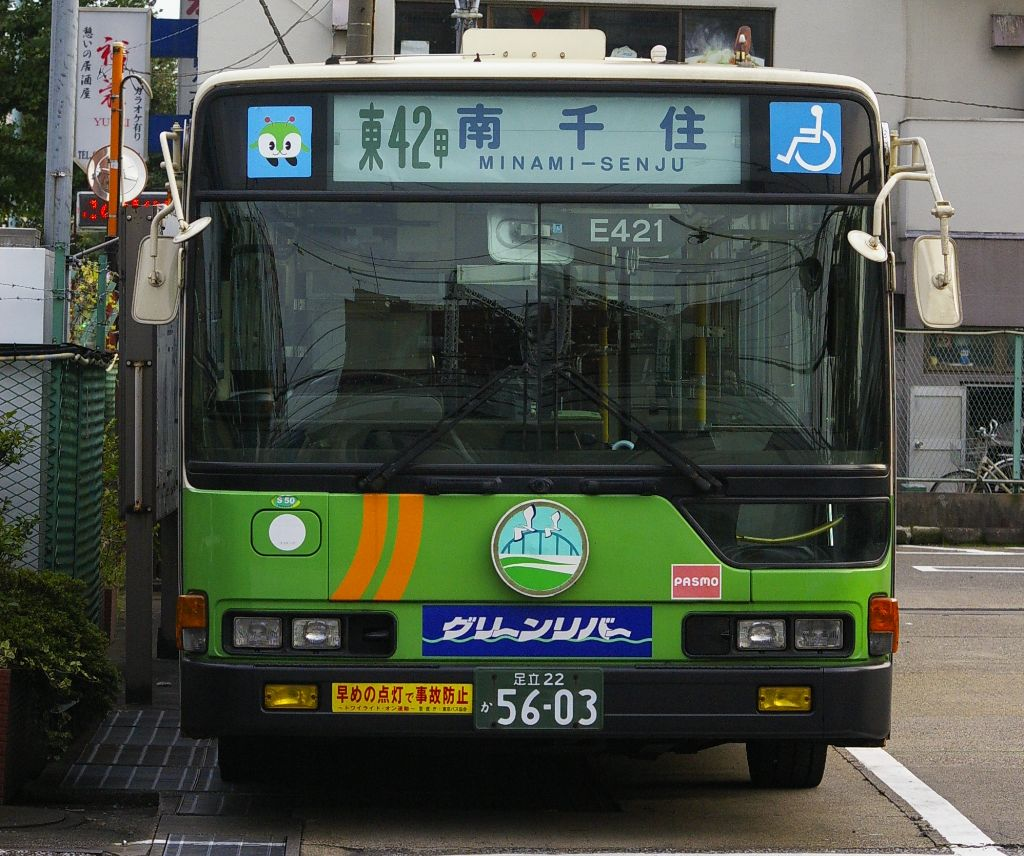
2000年代の専用車 (K-E421)
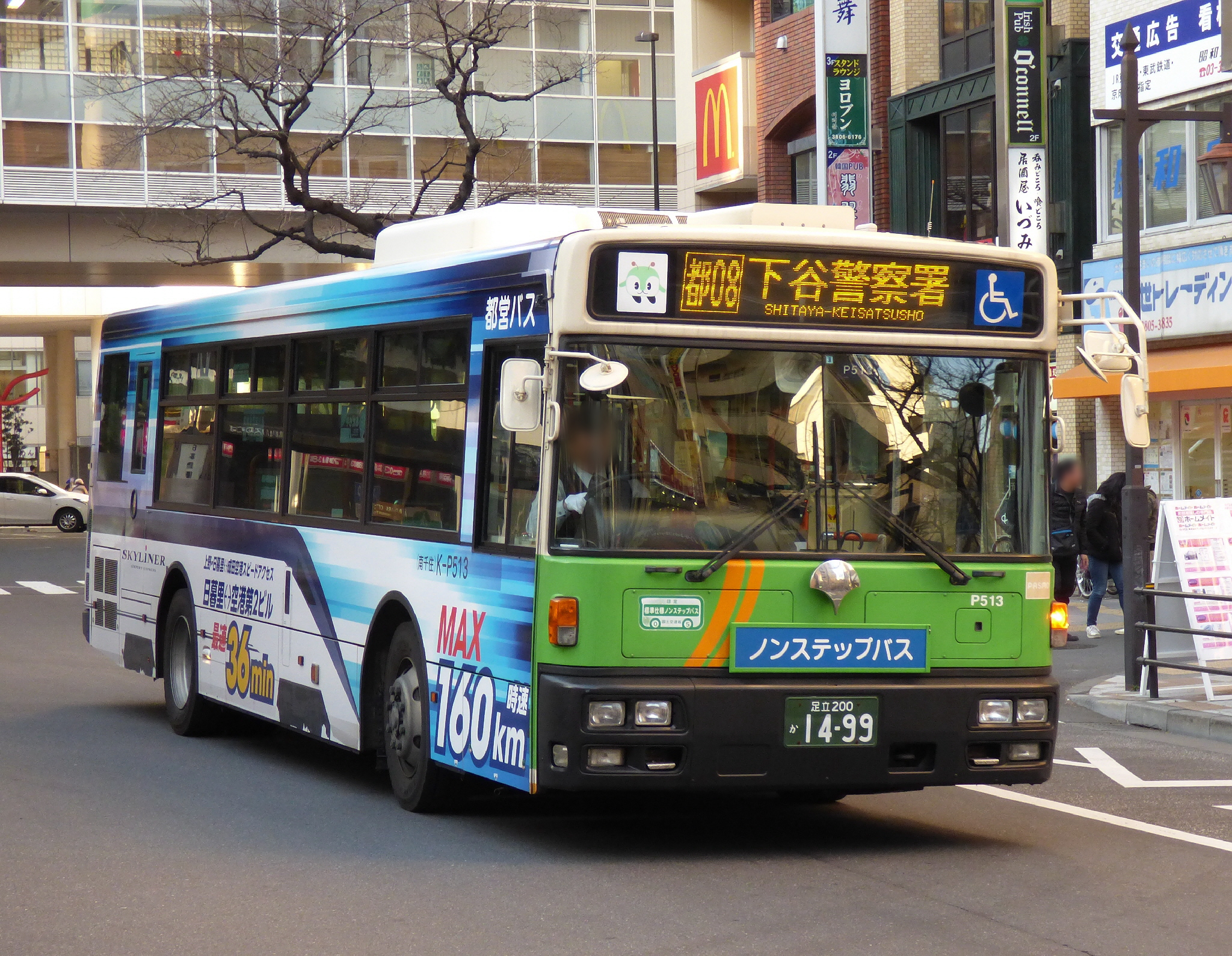
下谷警察署行き入庫便 （K-P513）

### 里22系統
- （12→）里22：日暮里駅 - 三河島駅 - 荒川区役所 - 泪橋 - 橋場二丁目 - 東向島広小路 - 亀戸駅
- 里22：日暮里駅 → 三河島駅 → 荒川区役所 → 泪橋 → 南千住車庫 (入庫)
- 里22：日暮里駅 ← 三河島駅 ← 荒川区役所 ← 泪橋 (出庫)
- 里22：日暮里駅 ← 三河島駅 ← 荒川区役所 ← 泪橋 ← 橋場二丁目 (出庫)
- 里22：南千住車庫 ← 泪橋 ← 橋場二丁目 ← 東向島広小路 ← 亀戸駅 (入庫)
- 里22：泪橋 → 橋場二丁目 → 東向島広小路 → 亀戸駅 (出庫)

日暮里駅と亀戸駅を結ぶ路線で、主に明治通りを走行する。
この路線は終戦当時から12系統（三ノ輪車庫前 - 亀戸駅）として運転が確認されている。その後、日暮里駅まで延長されほぼ現在の運行形態となった。1977年に里22系統が南千住営業所に移管されてからは、日暮里駅と錦糸町駅を結んでいる里23（現在の都08）系統と兄弟的存在となった。1990年代に都08系統とする系統を選出する際には、里23系統のほかに里22、新小21などの系統が最終選考まで進んだ。
出入庫系統において、亀戸駅・日暮里駅発は南千住車庫（営業所最寄）停留所まで営業を行っているが、南千住車庫発は泪橋からの営業を行っている。日暮里駅発着は橋場二丁目起終点の便も数本ある（橋場二丁目 - 南千住車庫は回送）。
一時期、三河島駅付近で並行する草41系統に合わせて中型車で運行された。
2018年（平成30年）4月1日、入出庫便のうち日暮里駅発橋場二丁目行きが廃止。（橋場二丁目始発日暮里駅行きは存続）

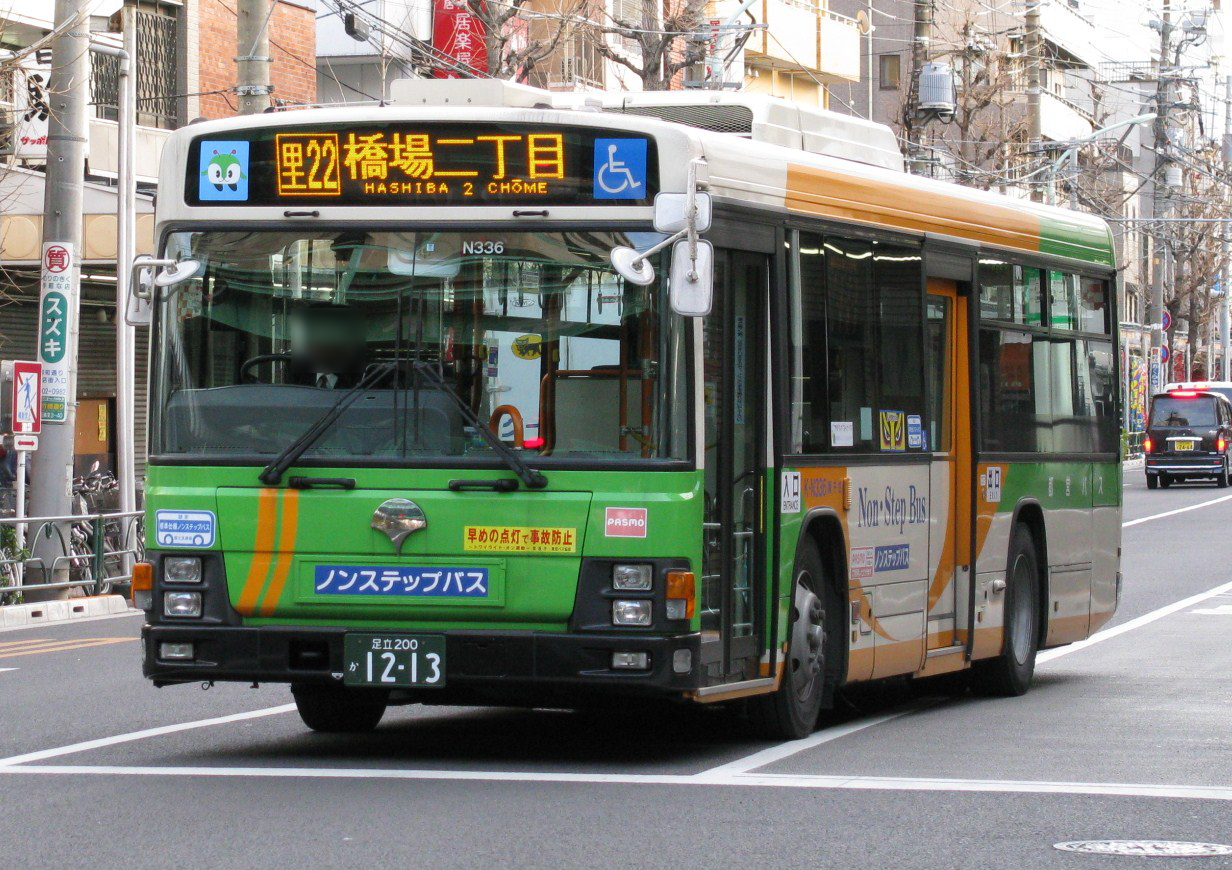
里22系統：橋場二丁目行

### 錦40系統

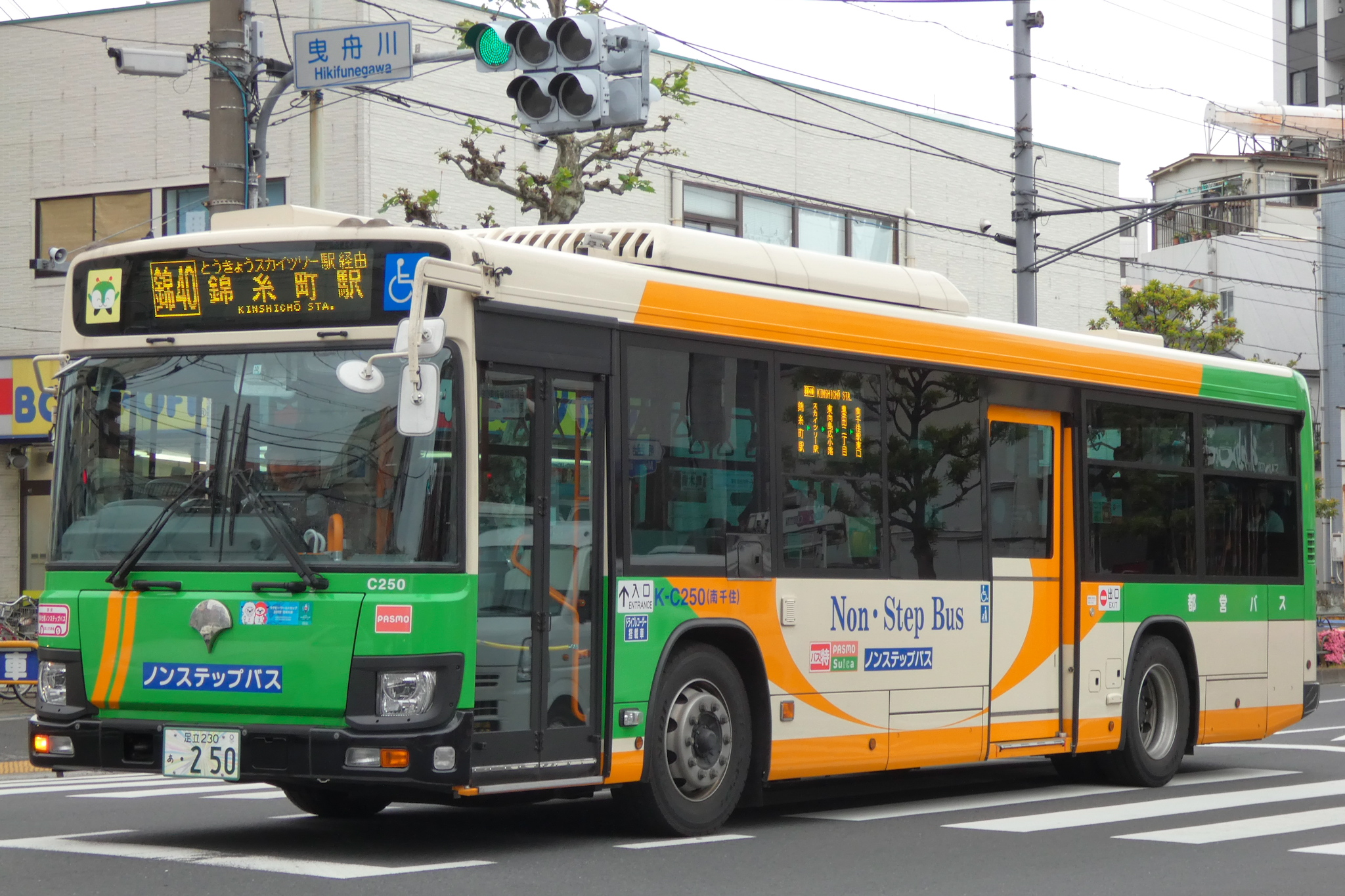
錦40(K-C250)

- 錦40：南千住駅東口 - 墨田二丁目 - 白鬚橋 - 東向島広小路 - とうきょうスカイツリー駅 - 錦糸町駅

2015年3月30日運行開始。経路は、2015年3月31日をもって運行を終了した南千48系統と墨38系統、及び現行の都08系統の運行経路と重なる部分がほとんど。ダイヤはほぼ1時間に1本。

錦糸町駅から押上や東向島を経て白鬚橋、墨田二丁目方面への路線はかつて京成バスとの相互乗り入れ路線だった137系統（錦糸町駅 - 千住二丁目）が存在しており、1969年の廃止後長らく設定がなかったが、錦40系統の開設により46年ぶりに復活した形となった。

### 東42系統

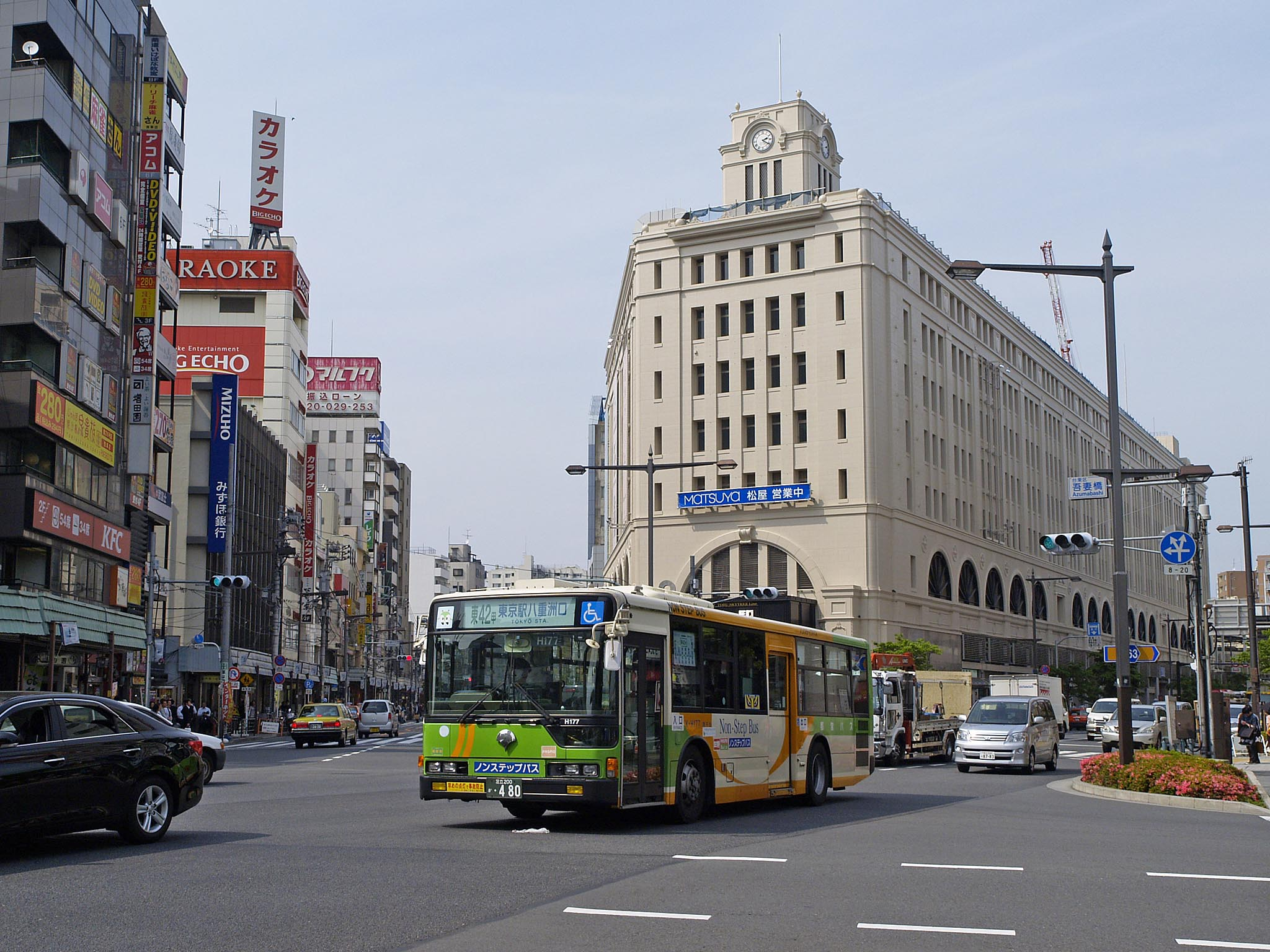
東42甲 (K-H177)

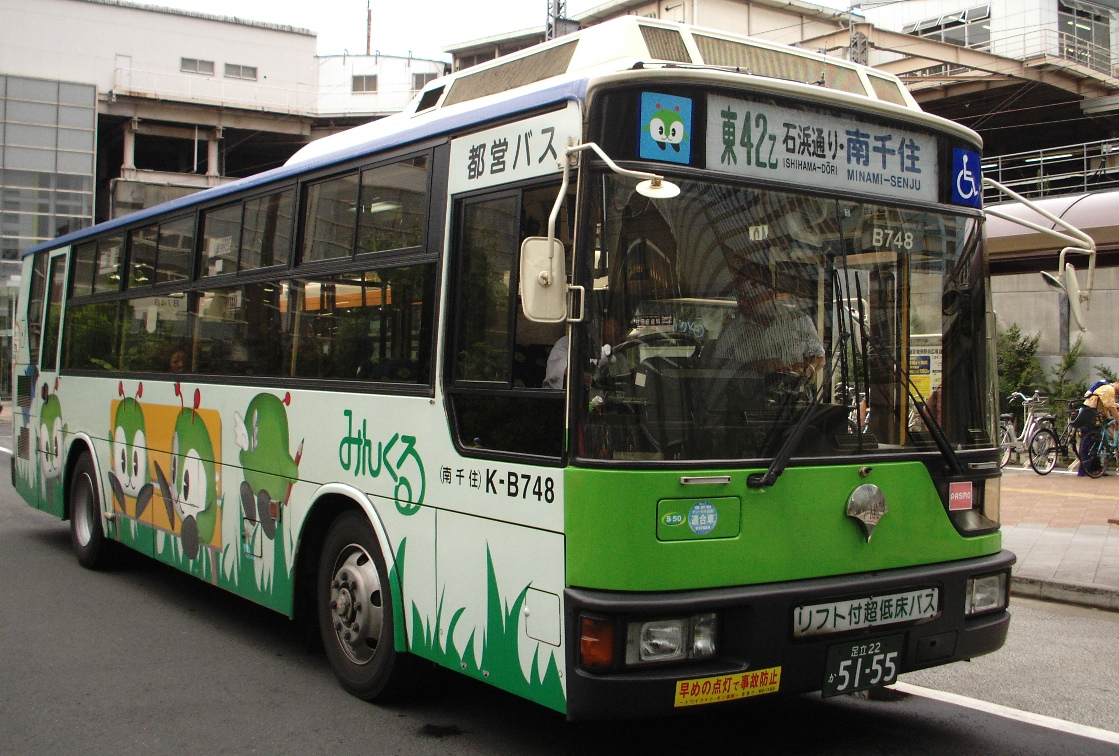
東42乙 (K-B748)

- （都電22→522→東42甲→）東42-1：南千住車庫 - 今戸 - 東武浅草駅 - 蔵前駅 - 浅草橋駅 - 東神田
- 東42-1：南千住車庫 - 今戸 - 東武浅草駅 - 蔵前駅 - 浅草橋駅 - 小伝馬町 - 日本橋 - 東京駅八重洲口
- 東42-2：南千住駅西口 - 今戸 - 東武浅草駅 - 蔵前駅 - 浅草橋駅 - 東神田
- 東42-2：南千住駅西口 - 今戸 - 東武浅草駅 - 蔵前駅 - 浅草橋駅 - 小伝馬町 - 日本橋 - 東京駅八重洲口
- 東42-3：南千住車庫 - 清川 - 石浜通り／橋場通り（下記参照） - リバーサイドスポーツセンター - 東武浅草駅 - 浅草雷門

| 浅草雷門方面便                                                                                          |
| --- |
| 清川→橋場二丁目→橋場二丁目アパート→橋場一丁目→ 東京都人権プラザ→今戸中学校→リバーサイドスポーツセンター |
| 南千住車庫方面便                                                                                        |
| リバーサイドスポーツセンター→今戸一丁目→ 東京都人権プラザ→清川一丁目→清川清掃車庫→清川                  |

南千住と東京駅八重洲口・東神田を結ぶ路線である。東42甲系統は、都電第6次撤去で廃止された電車22系統の代替路線として、1971年（昭和46年）3月18日付で522系統（南千住 - 東京駅八重洲口）として運行を開始した。設定以来、ほとんど経路変更は行われていない。一方東42乙系統は、初代として1979年に新宿営業所（当時）が担当していた草79系統が交通局第2次再建計画による追加の路線再編成に伴い、1979年（昭和54年）11月22日限りで廃止されたため、台東区内における路線確保のため設定された（南千住 - 東武浅草駅 - 鳥越神社 - 秋葉原駅東口 - 岩本町駅）。しかし、乗客数が伸びなかったこともあり3年後の1982年（昭和57年）、第3次再建計画に基づく路線再編成で廃止されてしまった。その後、台東区が隅田川西部地区（橋場など）の交通不便地域解消のため、交通局に要請を行い、1986年（昭和61年）9月1日から2代目東42乙系統の運行が始まった。
1991年6月24日には、台東区南部の鳥越地区の交通不便地域解消のため秋葉原駅に延長されることとなった。しかし、台東区が新たにコミュニティバスめぐりんの運行を開始してから鳥越地区などの交通不便地域がさらに解消されることとなり、東42乙系統は浅草雷門 - 秋葉原駅で大幅に減便され、2008年3月現在で平日6往復、土曜5往復、休日8往復まで減らされた。この秋葉原駅乗り入れ系統は2013年4月1日の改編で廃止された。2016年1月31日から台東区循環バス「ぐるーりめぐりん」の運行開始に伴い、大幅に減便となり、8往復の運行となっている。
2020年4月1日には、系統名の甲乙表記を数字に変更し、東42甲系統を東42-1系統に、東42甲系統東神田折り返しを東42-2系統に、東42乙系統を東42-3系統に変更した。

### 上46系統
- 上46：上野松坂屋 - 上野駅 - 浅草公園六区 - 吉原大門 - 隅田川貨物駅 - 南千住汐入 - 南千住駅東口
- 上46：上野松坂屋 - 上野駅 - 浅草公園六区 - 吉原大門 - 南千住車庫
- 上46：南千住駅東口 → 南千住汐入 → 隅田川貨物駅 → 南千住車庫
- 上46（迂回）：上野松坂屋 - 上野駅 - 浅草公園六区 - 浅草警察署 - 隅田川貨物駅 - 南千住汐入 - 南千住駅東口

南千住駅東口と上野松坂屋を結ぶ。出入庫は南千住駅東口および上野松坂屋と南千住車庫の間で設定され、本線・出入庫ともに泪橋には停車しない。
戦後まもなく1948年に浅草寿町 - 汐入として運行が開始された。その後、1951年には上野へ延長され、南千住汐入地区を除きほぼ現在の形となった。一方、南千住汐入地区はその後においても経路の変更が数多く行われている。
2002年には再開発事業もほぼ終盤に差し掛かり、南千住駅東口交通広場の開設や周辺道路がほぼ確定したことにより、路線は南千住駅東口へ延長されることとなり、ルート変更は一応の終了を見ている。
2009年に南千住車庫折返し便が設定され、上野松坂屋 - 南千住車庫間が増発された。
迂回ルートは特に5月の三社祭の際に千束通りが通行止めになるため使われる。奥浅草を出るとそのまま言問通りを直進し馬道交差点を左折。土手通りを直進し、草64系統の浅草警察署前に臨時停車。その後浅草五丁目の臨時停留所を経て吉原大門へとたどり着く。

## 廃止・移管路線

### S-1系統（定期観光路線バス）

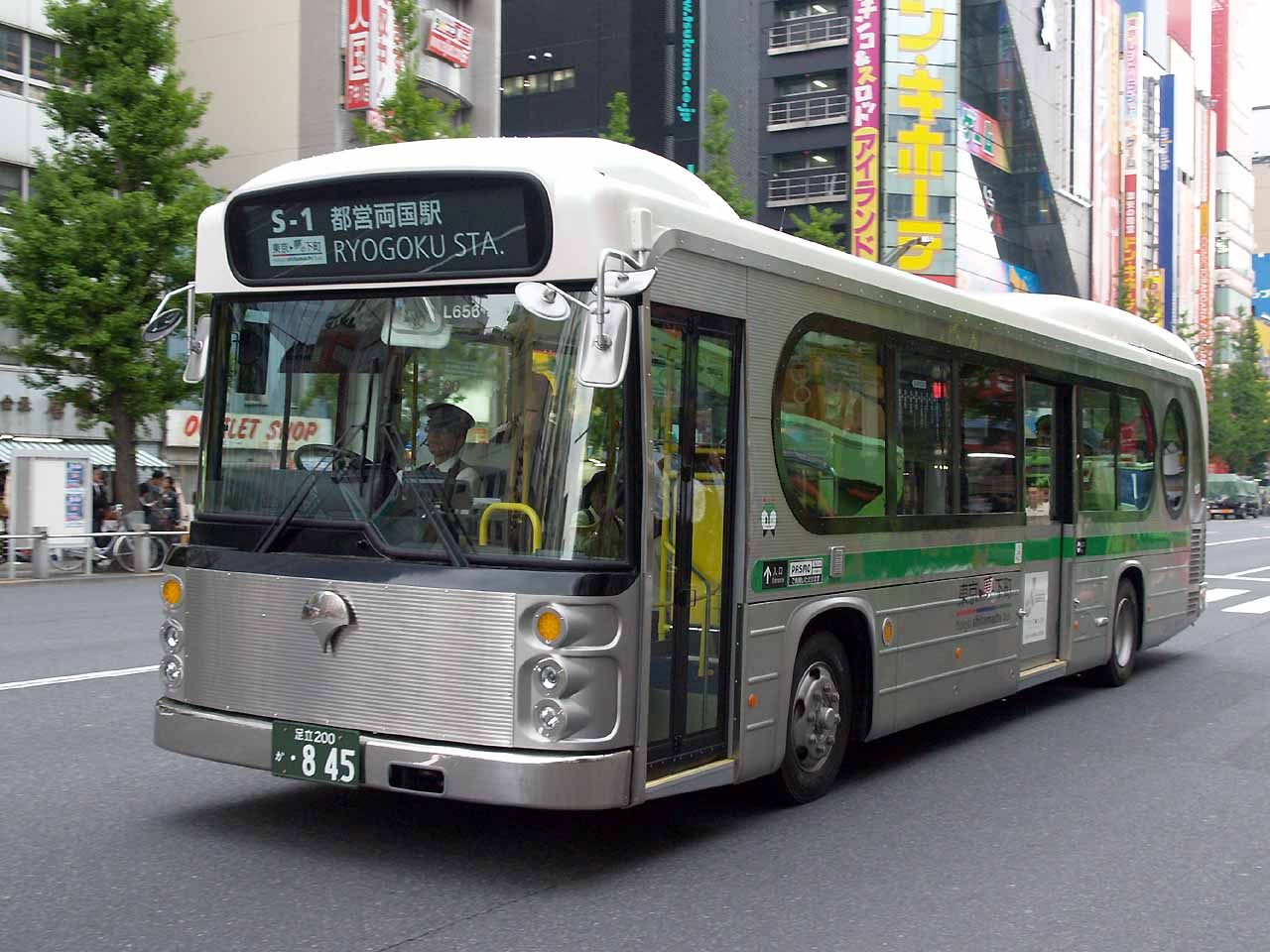
2008年に運行を開始したS-1
(K-L656)

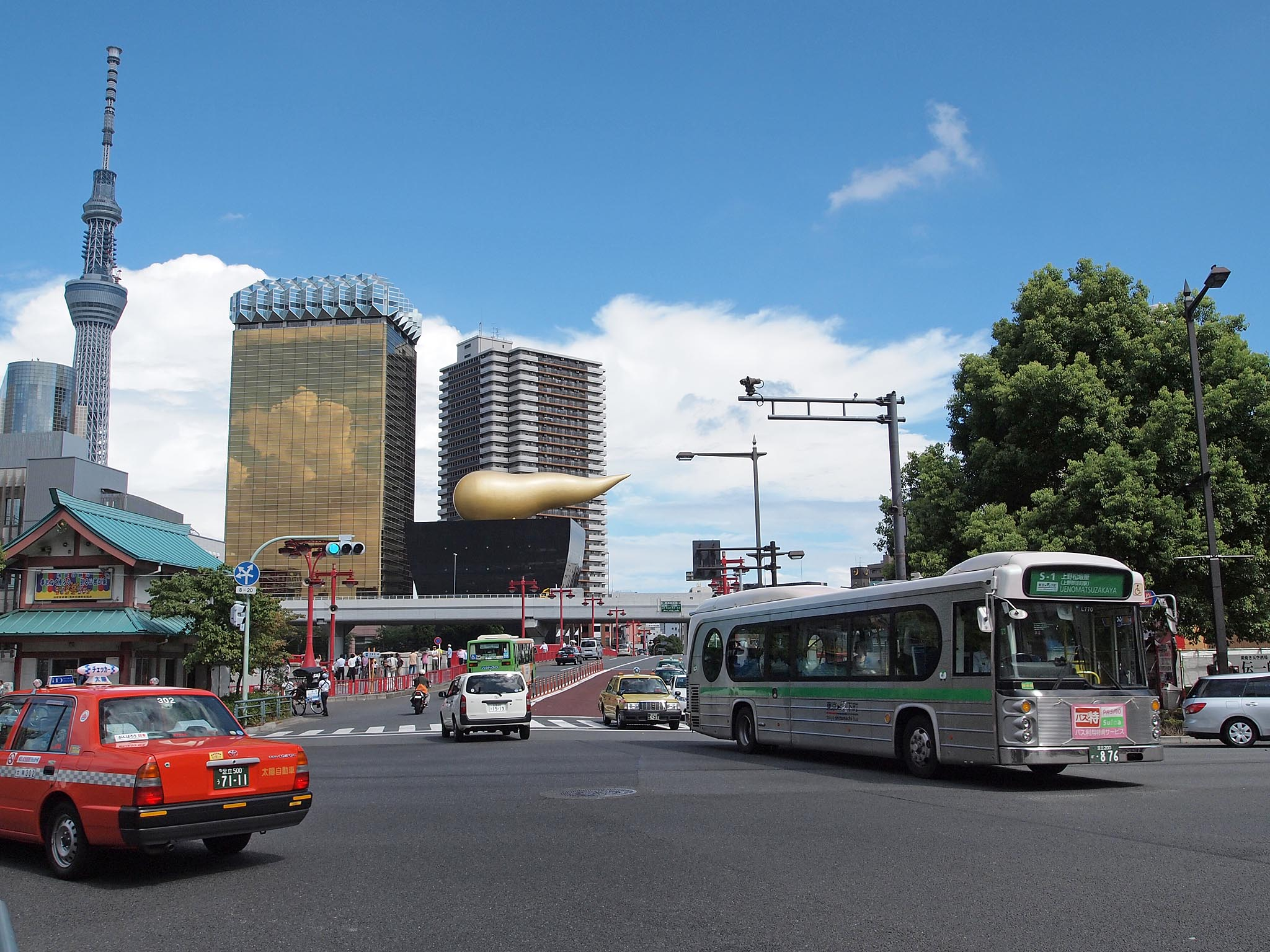
2011年7月からはスカイツリーへのアクセスを狙って業平橋経由となり、隅田川では吾妻橋を渡る
(K-L770)

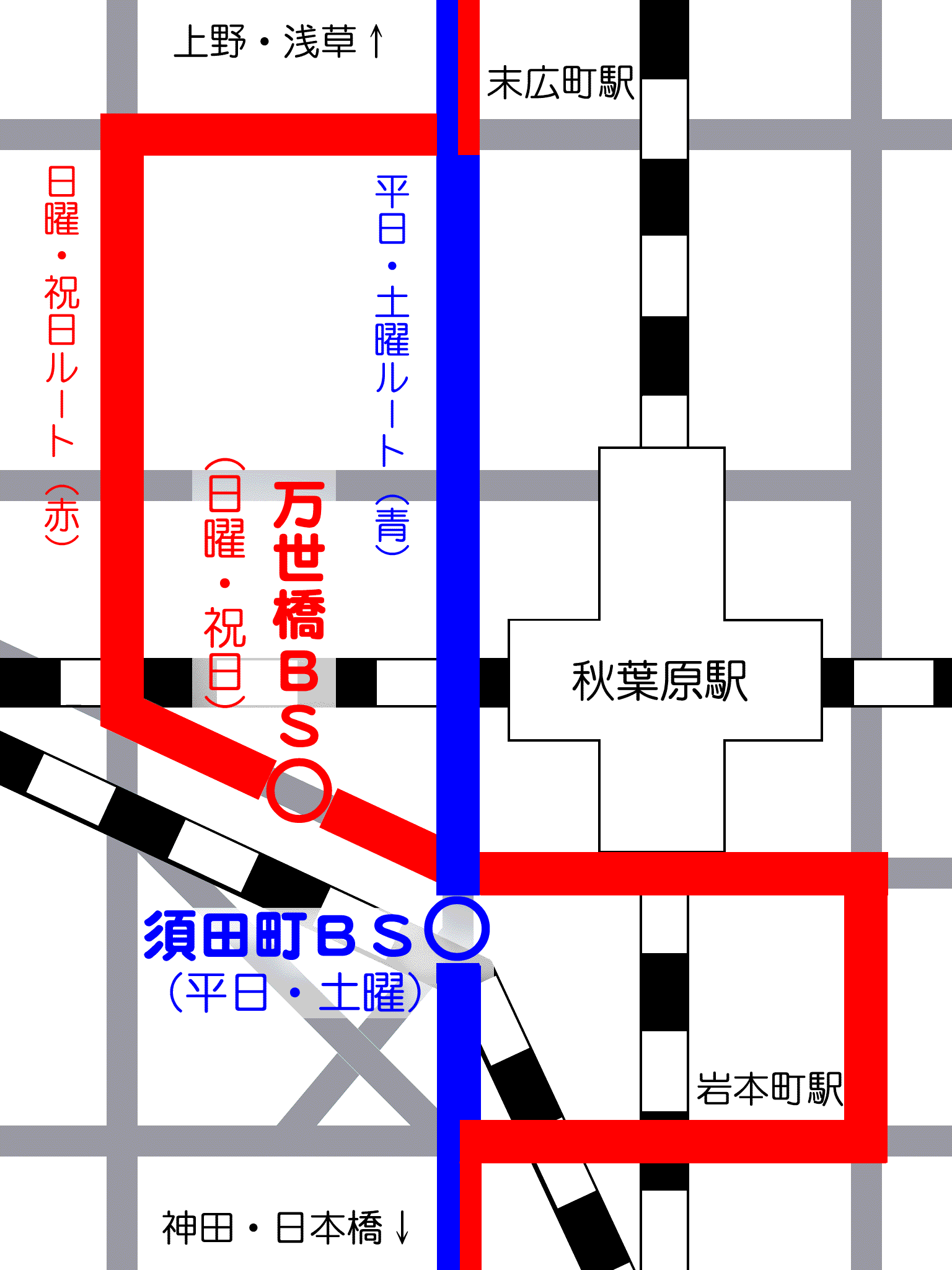
秋葉原周辺の経路概略（2012年3月20日改正前）
通常は青、歩行者天国実施時は赤の経路

- S-1：上野松坂屋前 - 上野公園山下 - 菊屋橋（合羽橋） - 浅草一丁目 - 浅草雷門 - リバーピア吾妻橋前（墨田区役所前） - とうきょうスカイツリー駅入口（業平橋） - 押上 - 錦糸町駅前
- S-1：東京駅丸の内北口(オアゾ前) - 日本橋三越 - 神田駅前 - 須田町（秋葉原） - 上野松坂屋前 - 上野公園山下 - 菊屋橋（合羽橋） - 浅草一丁目 - 浅草雷門 - リバーピア吾妻橋前（墨田区役所前） - とうきょうスカイツリー駅入口（業平橋） - 押上 - 錦糸町駅前 （土曜・休日のみ）

2008年4月26日、「初めて東京を訪れる者でも気軽に利用できる都内の観光名所を結ぶ便利な路線」を運行コンセプトとし、皇居・丸の内・秋葉原・浅草公園六区・両国などの各観光スポットを結ぶ路線として運行が始まった。愛称は「東京→夢の下町（とうきょう→ゆめのしたまち）」。一般車両から大幅に改造された専用車両が使用され、観光路線バスであることの認識性向上を図ったほか、停車する各停留所に本系統独自のナンバリングを設定したり、4か国語（日・英・韓・中）の車内放送を採用した。
「観光路線バス」という観点から、朝の通勤時間帯以前および夕刻以降の退勤時間帯の運行は行わず、日中に限って運行される。運行ダイヤについては、運行開始当初は両起点停留所で全日始発9:00、終発18:30であったが、2010年4月より平日の始発が11:00に繰り下げられた。各時とも正時と30分の1時間2回発車し、各便の始点から終点までの標準運行時間は39分間ないし40分間に設定されている。
主な運行概況
沿線のイベントなどを考慮して、往路と復路とも一部で別ルート・別停留所を用いる。

開設当時、日曜・祝日の午後に中央通りの神田須田町 - 外神田五丁目（東京メトロ銀座線末広町駅付近）で歩行者天国が実施されていた関係で、秋葉原周辺の経路と停車する停留所は通常時と歩行者天国実施時で異なっていた（経路はいずれも東京駅発の場合。錦糸町駅発は下記の逆ルート）。しかし、2008年6月8日に発生した秋葉原通り魔事件を受け、中央通りの歩行者天国が2011年1月16日まで中止となった。2010年3月31日までは歩行者天国が停止されても迂回運行は継続されたが、同年4月1日から2011年1月16日までは迂回を取り止めていた。2011年1月23日から歩行者天国が再開し、「歩行者天国時間帯のみ迂回」という措置に変更となったが、その後のダイヤ改正で全便「須田町」に停車するようになり、迂回はするものの「万世橋」への停車は行わなくなった。
| 運行日時               | 概要・運行経路 |
| ---------------------- | --- |
| 通常時                 | 「須田町停留所」に停車後、中央通りを直進する。 |
| 歩行者天国実施時       | 「須田町停留所」 （- 万世橋交差点 - 昌平橋交差点 - 昌平橋通り - 妻恋坂交差点 - 蔵前橋通り）- 末広町駅と迂回 |
| 隅田川花火大会開催時   | 東京駅丸の内北口・上野松坂屋 - 菊屋橋・浅草雷門と、とうきょうスカイツリー駅入口 - 錦糸町駅前に分断して折返し運行が行われる。 |
| 浅草寺関連の祭事開催時 | 通例交通規制で雷門通り付近が通行止めとなるため、「浅草雷門」停留所が使用出来ない場合は「駒形橋」を代替として用いる場合がある。 - 錦糸町駅行：江戸通り・東42浅草橋方面行 - 東京駅行：浅草通り・東西めぐりん「都営浅草駅」停留所付近 |

当路線の停留所は、上記の6観光スポット圏に各1-2停留所しか設置されておらず、重複して併走する一般路線に比較すると停留場間のスパンがきわめて長く、走行の際にも一般の路線バスとは異なり、外側の走行車線よりも内側の追越車線を使用するのがほとんどで、実質的には急行運転となっている。特に東京駅 - 浅草雷門については、当路線が想定している観光客よりも、路線バスユーザーによる「実質的な急行路線バス」としての利用客が圧倒的に多い。これは「日本橋三越」が文字どおり日本橋三越本店前、「須田町」が秋葉原電気街南入口、「上野公園山下」が京成上野駅前に所在する同駅至便の乗換停留所、「浅草雷門」が浅草駅乗換停留所、観光ニーズというよりも買物・乗換ニーズとして利用されているためである。
2010年4月1日、新たに「神田駅」「上野松坂屋」「上野公園山下（東京駅方面）」「浅草一丁目」の各停留所が追加され、上野駅停留所は廃止された。また、都営両国駅止まりがなくなり、往路・復路とも両国駅発着となった。
2011年3月11日に発生した東北地方太平洋沖地震（東日本大震災）の影響で7月19日まで運休となった。7月20日から運転を再開したが、あわせてリバーピア吾妻橋前(墨田区役所)、業平橋および押上を経由し、錦糸町駅発着系統を新設することとなった。一方で、東京駅丸の内北口 - 両国駅間の運行は、大幅に見直しが行われ、土曜・休日の4往復のみとなった。
2012年3月20日の改正では両国駅発着が廃止され、全便が錦糸町駅発着に統一された。またこの改正で、秋葉原周辺で歩行者天国が行われていても停車する停留所は須田町となった。
開業以来、専用車両が専属で運用されてきたが、一般車両による代走も度々発生していた。2018年から2019年にかけて経年のため専用車両が除籍され、以降はすべて一般車両での運行となったが、独自の4か国語車内放送は廃止まで継続された。
2022年（令和4年）3月31日限りで運行終了、路線廃止となった。

### 二階01系統（二階建てバス）
- 二階01：浅草雷門 - 上野駅 - 上野広小路

1981年（昭和56年）4月、台東区役所から委託を受けて新設。二階建てバス「ネオプラン・スカイライナー」の路線運行第1号かつ日本の二階建て路線バスの第1号だった。1988年（昭和63年）に1台を増備し、1992年（平成4年）に初代3台のうち2台を2世代目の青色塗装車両へ代替、さらに1994年（平成6年）にも残る初代1台も3世代目の赤色塗装車両に代替された。青色塗装車両が代替時期を迎えた2001年（平成13年）3月に廃止となり、車両は日の丸自動車興業に売却された。当初はお台場・臨海副都心の無料巡回バス「ベイシャトル」用として使われ、2004年からはオープントップバスに改造されてスカイバス東京として活躍している。

### 台東01系統（めぐりん）
- 台東01：浅草駅 - 三ノ輪駅 - 鶯谷駅 - 浅草駅（循環）

2001年（平成13年）6月29日、台東区からの委託を受けて運転を開始する。その後新ルートの開設と同時に委託先が民間の日立自動車交通に変更されることになり、2004年（平成16年）4月24日付けで移管された。

### 都08急行系統
- 都08急行：日暮里駅 - 奥浅草（浅草三丁目） - とうきょうスカイツリー駅 - 押上 - 錦糸町駅（記載停留所のみ停車。土曜・休日のみ、1日4本の運行）

2012年4月1日に開設された急行系統。同年5月22日に開業した東京スカイツリーへのアクセスを狙った速達路線。このため、各停系統の都08系統とはかなり異なる経路を通る。錦糸町駅 - とうきょうスカイツリー駅間は、ほぼS-1系統と同様のルートである（最寄停留所がとうきょうスカイツリー駅前か、とうきょうスカイツリー駅入口かの問題）。とうきょうスカイツリー駅 - 奥浅草間は、各停系統は吾妻橋を経由するのに対し、急行系統は言問橋を経由するため、東武浅草駅を経由しない。奥浅草 - 日暮里駅は、各停系統は竜泉・下根岸経由なのに対し、急行系統は言問通り・尾竹橋通り・尾久橋通りを経由する。車両は基本的に日野・レインボーHRまたは三菱ふそう・エアロスターの幕車が使用されるが、LED車が運行されることもあった。なお、平日で運行された日は東京スカイツリー開業当日の2012年5月22日のみ。

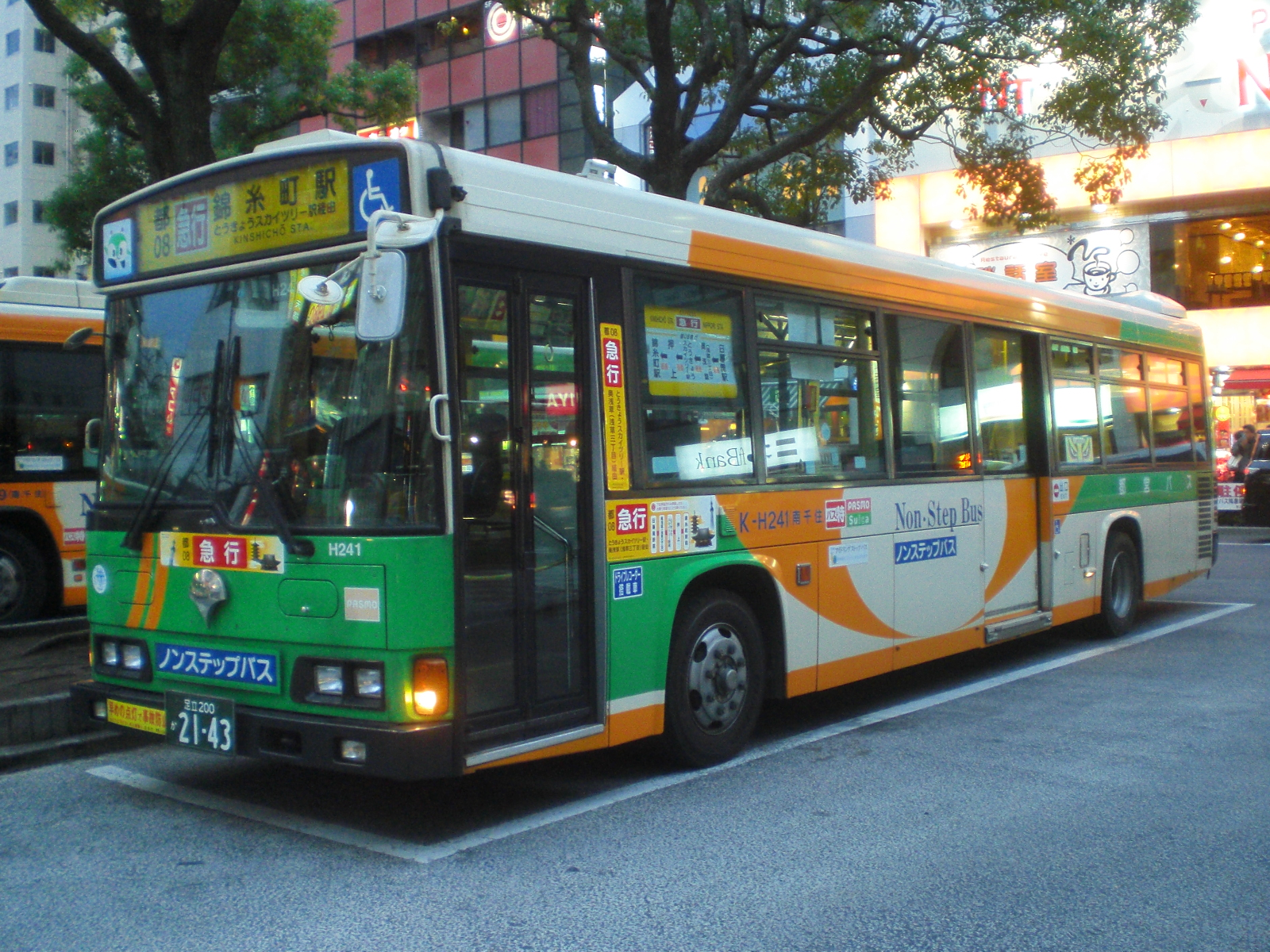
かつて運行されていた都08急行専用車K-H241

2015年3月29日をもって廃止された。

### 里23系統
- 里23：日暮里駅 - 東日暮里三丁目 - 下谷警察署前 - 浅草三丁目（現：奥浅草） - 本所吾妻橋 - 業平橋（現：とうきょうスカイツリー駅入口） - 押上 - 太平三丁目 - 錦糸町駅

23系統として運転開始。現在の都08系統である。

### 上26系統
- 上26：亀戸駅 - 亀戸天神 - 押上 - 業平橋駅 - 言問橋 - 隅田公園 - 根津駅 - （←上野広小路）- 上野公園（江東営業所と共管）

1990年（平成2年）、それまでの上26系統（上野公園 - 今井）を亀戸駅で分断して発足。当初は大塚営業所と巣鴨営業所の共管だった。その後1999年（平成11年）に巣鴨担当分が江東へ移管。2007年（平成19年）3月に大塚営業所担当分を南千住に移管したが、江東担当分はそのまま残って共管は続いた。2009年（平成21年）にはとバス委託路線となった為青戸支所に再移管。その際、江東担当分も移管され、路線開設から20年目でようやく単独所管に落ち着いた。

### 門33系統
- （都電23→）門33：亀戸駅 - 柳島 - 押上 - 都営両国駅 - 森下駅 - 門前仲町 - 月島駅 - 勝どき駅 - 豊海水産埠頭
- 門33：門前仲町 → 森下駅 →  都営両国駅 →  押上 → 柳島 → 亀戸駅（平日・土曜初便のみ）

それまでは江東営業所の路線だったが、2018年4月のダイヤ改正により南千住営業所が参入、共管となった。
2023年（令和5年）4月1日、江東営業所単独の所管に戻り南千住の所管を外れる。

### 上34系統
- （124→）上34：市川駅 - 小岩駅北口 - 奥戸車庫前 - 本田警察署（現・葛飾警察署） - 四ツ木橋 - 言問橋 - 浅草寿町 - 菊屋橋 - 上野駅 - 上野広小路（京成電鉄奥戸営業所＝現・京成タウンバスと共同運行）

旧新谷町営業所時代に担当した路線で、京成電鉄との共同運行。京成では上野線と名乗った。
1975年（昭和50年）の新谷町営業所の南千住移転と同時に青戸支所に移管。1977年（昭和52年）の第2次再建計画で都営が撤退して京成単独となる。京成では1990年代中盤まで路線を維持していたが、1996年（平成8年）9月7日の奥戸営業所のダイヤ改正で上野乗り入れを廃止。京成押上線四ツ木駅で交差していた亀有線とつなぐ形で現在の新小52系統・四ツ木線が誕生した。上野駅と本田警察署の間は青戸支所の草39系統を日中のみ上野まで延長して代替とした。京成バスの四ツ木線は2001年（平成13年）に分離子会社の京成タウンバスに移管され、草39系統も2006年度にはとバス委託となっている。

### 錦37系統
- 錦37：錦糸町駅 - 押上駅 - 中居堀 - 八広 - 四ツ木橋 - 青戸車庫
- 錦37：錦糸町駅 - 押上駅 - 中居堀 - 八広 - 新四ツ木橋

2006年4月の改正で、青戸支所のはとバス委託に伴い直営で残る錦37系統については、本系統のために開設された南千住営業所青戸分駐所（K青戸）と南千住本所で担当をすることとなった。その後、2008年4月に錦37系統もはとバスに委託されることとなり、全便青戸支所担当に戻され、同時に青戸分駐所も青戸支所に統合された。

### 墨38系統

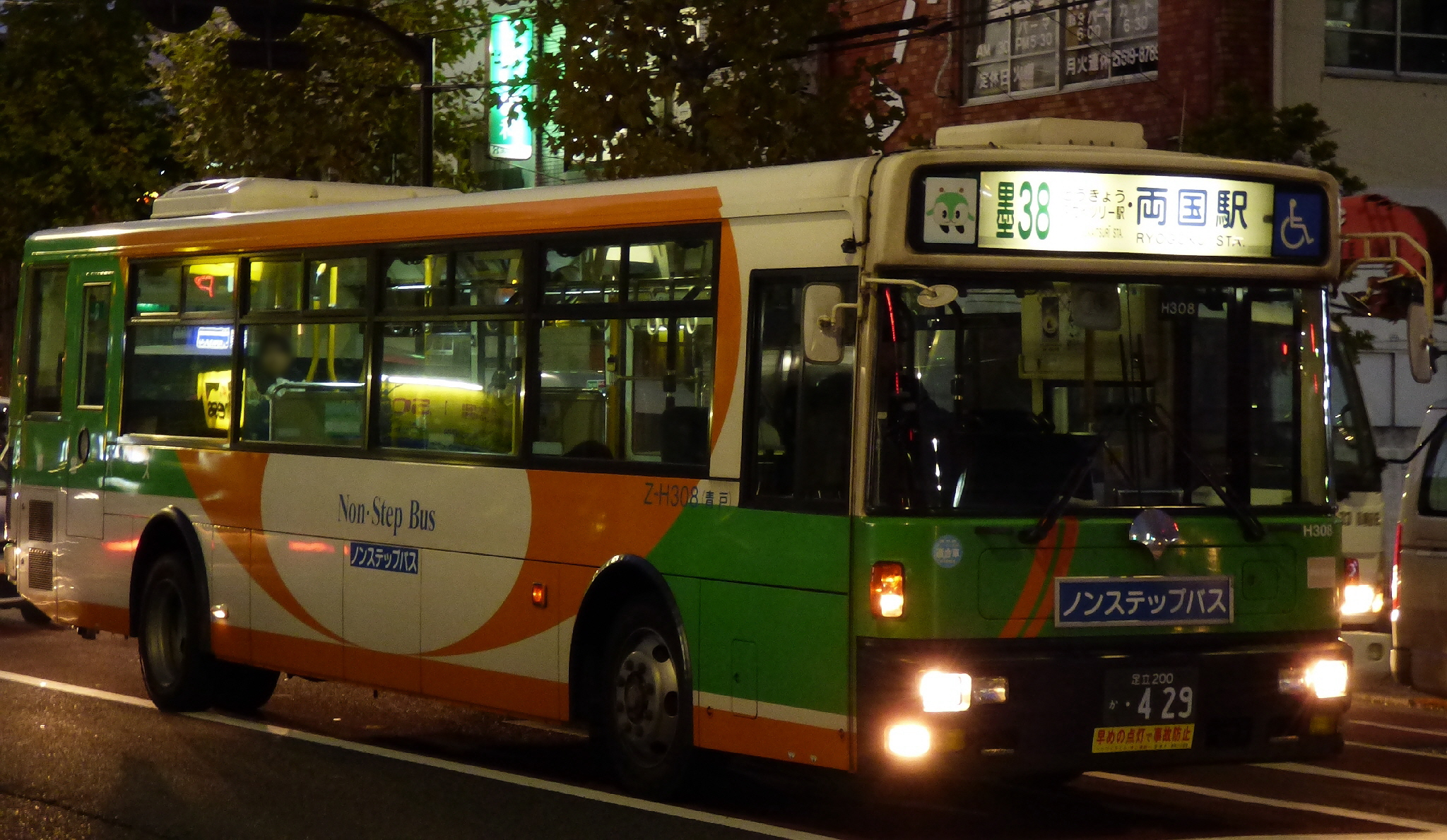
青戸支所に再移管後の墨38
（Z-H308）2014年12月22日撮影

- 墨38：東京都リハビリテーション病院 - 墨田二丁目 - 白鬚橋 - 東向島広小路 - 業平橋駅（現・とうきょうスカイツリー駅） - 本所一丁目 - 両国駅

墨田区役所の要請を受け、1991年（平成3年）に新設。2003年（平成15年）4月に千住営業所と青戸支所の共管から移管、一時期担当していたが、短期間で青戸支所に再移管、はとバス委託となる。錦40系統へリニューアルのため、2015年（平成27年）3月31日限りで廃止された。

### 南千40・47・48系統
- 南千40：南千住駅東口 - 墨田二丁目 - 墨田一丁目（循環）
- 南千47：南千住駅東口 - 南千住八丁目 - 泪橋 - 荒川区役所 - 三河島駅 - 日暮里駅（平日昼間のみ）
- 南千48：南千住駅東口 - 南千住汐入 - 墨田二丁目 - 白鬚橋 - 東向島広小路 - 亀戸駅（昼間のみ）

南千住駅東口の再開発が進み交通広場が新設されたため、2002年（平成14年）4月1日に南千48・南千40系統、2005年（平成17年）5月30日に南千47系統の新設が行われた。しかし南千40系統は不振のため、2006年4月1日に南千48系統と統合して経路変更を行った。その後南千47系統も2013年4月1日の改編で廃止された。平日のみの運行だったため、最終運行は同年3月29日である。
南千48系統は、2006年に南千40系統、2013年度に南千47系統が廃止されたため、里22系統から派生した南千40番台最後の支線系統として残っていたが、2015年3月29日をもって南千48系統も墨38系統とともに廃止、代替として南千48・墨38の両系統を統合する形で錦40系統が新設された。

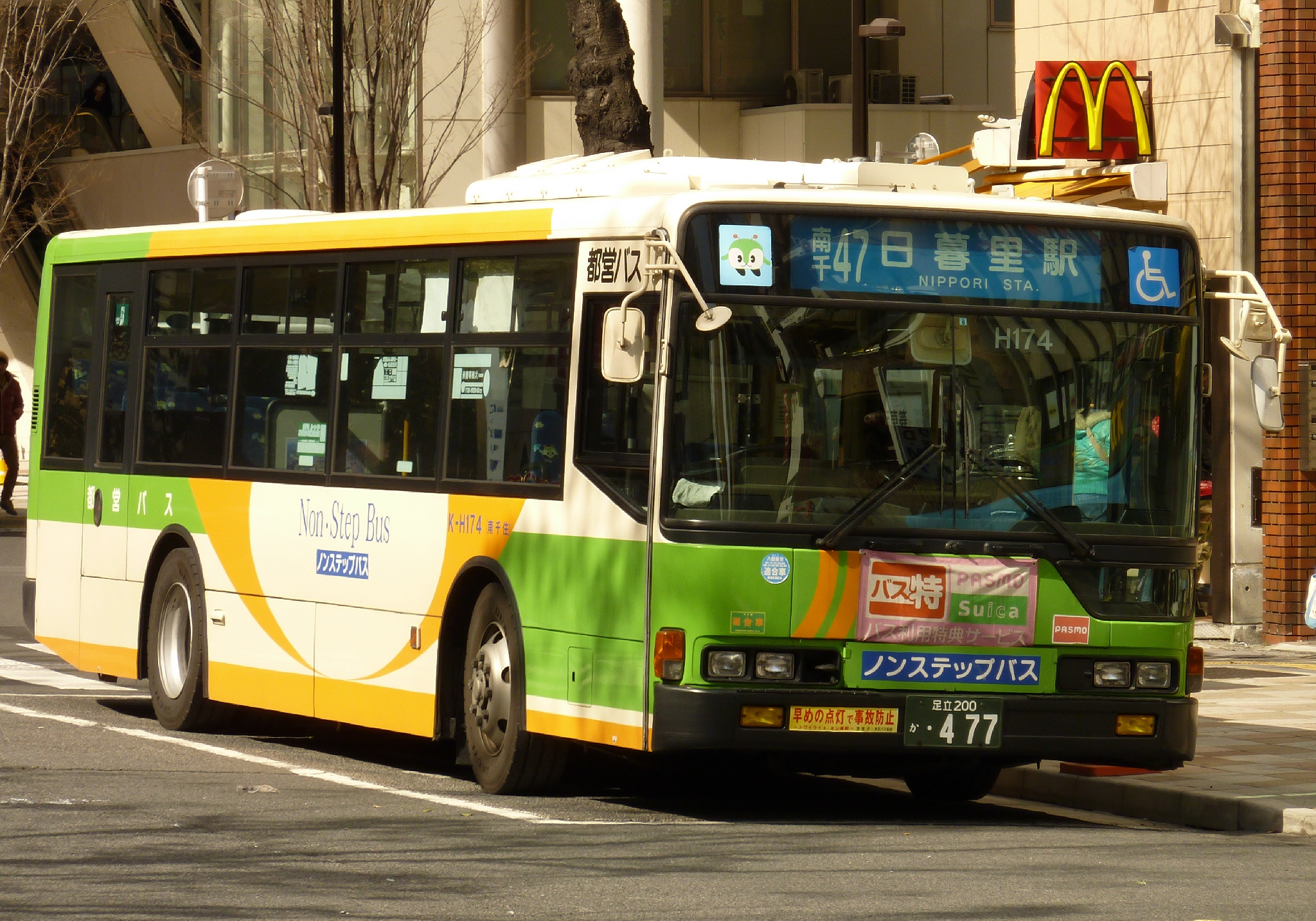
青幕の南千47（K-H174） 2011年3月3日撮影
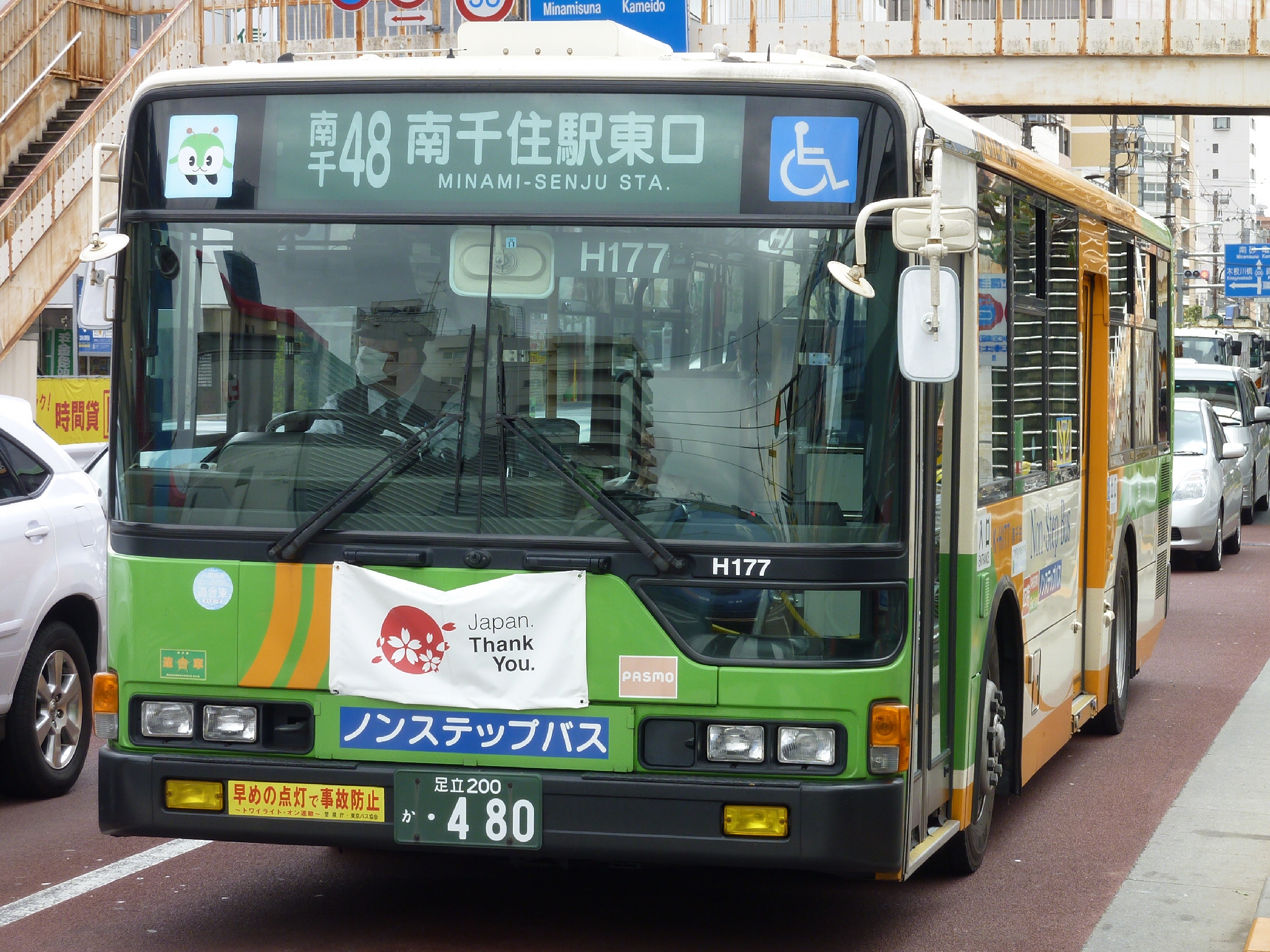
緑幕の南千48（K-H177） 2012年4月19日撮影

### 里48系統
- 里48：日暮里駅 - 西日暮里駅 - 熊野前 - 江北六丁目団地
- 里48：日暮里駅 - 西日暮里駅 - 熊野前 - 江北六丁目団地 - 足立流通センター - 中入谷 - 見沼代親水公園駅
- 里48-2：日暮里駅 - 西日暮里駅 - 熊野前 - 江北六丁目団地 - 加賀団地（循環）

2008年3月30日、巣鴨と共管として参入する。新交通システム日暮里・舎人ライナーの開業によって存続が危ぶまれたが、本数減の上運行を続けている。詳しくは巣鴨営業所を参照。
そのあと、2012年には担当営業所に北が加わり、3営業所体制の路線となった。この際、王46系統の運行区間の一部を編入した。2018年3月31日をもって、千住営業所に移管され撤退した。

### 草41系統
- 11： 足立梅田町 - 西新井橋北詰（現：放水路土手下） - 町屋一丁目 - 三河島駅 - 上根岸 - 浅草公園六区 - 浅草寿町 - 浅草橋駅 - 蛎殻町 - 東京駅八重洲口
- （11→）草41： 足立梅田町 - 西新井橋北詰（現：放水路土手下） - 町屋一丁目 - 三河島駅 - 上根岸 - 浅草公園六区 - 浅草寿町

終戦後の1946年に11系統として、西新井橋 - 浅草寿町間で運転開始。その後は1948年に馬道経由から浅草公園六区経由に変更、1952年に浅草寿町 - 蛎殻町 - 東京駅八重洲口間、1954年には西新井橋 - 足立梅田町間を延長し、1966年に都心側を65系統として分離し、現在の区間となる。1977年12月16日付で里22系統と交換する形で千住営業所へ移管。

### 東42乙系統（一部区間の廃止）
- 東42乙：南千住車庫 - （この区間は運行中のため中略） - 東武浅草駅 - 蔵前駅 - 鳥越一丁目 - 三井記念病院- 秋葉原駅

2013年3月31日を以って浅草雷門発着に短縮。

### 草64系統
- 草64：浅草雷門・浅草雷門南 - 東武浅草駅 - 日本堤 - 大関横丁 - 新三河島駅 - 王子駅 - 西巣鴨 - 池袋駅東口（巣鴨営業所と共管）
- 草64：浅草雷門・浅草雷門南 - 東武浅草駅 - 日本堤 - 大関横丁 - 新三河島駅 - 王子駅 - 西巣鴨 - とげぬき地蔵前(巣鴨営業所と共管）
- 草64：大関横丁→ 王子駅 - 西巣鴨 - 池袋駅東口
- 草64：浅草雷門・浅草雷門南 - 東武浅草駅 - 日本堤 - 三ノ輪二丁目

トロリーバス104系統→604系統の系譜を引く路線。戸山無軌条電車営業所昭和町派出→渋谷営業所戸山支所（現・早稲田営業所）→滝野川営業所昭和町分車庫→北営業所→巣鴨営業所と渡り歩いたが、2006年（平成18年）4月に南千住が従担当として参入し共管になる。2010年（平成22年）4月1日付けで巣鴨の単独所管に戻され、現在に至る。

南千住担当便も一部、巣鴨営業所での休憩が有ったので、巣鴨営業所の最寄停留所であるとげぬき地蔵前打ち切りが存在していた。

### 46系統
- 46：四谷駅 - 麹町二丁目 - 一番町 - 九段下 - 代官町 - 一番町 - 麹町二丁目 - 四谷駅（循環）

1954年9月20日に四谷駅 - 東京駅丸の内北口間で開通し、その後は1955年9月10日から1962年11月1日にかけては東京駅側を蛎殻町へ延長されていた。1963年10月1日の循環化を経て1966年10月31日に廃止。

### 65系統
- 65：日暮里駅 - 上根岸 - 新谷町車庫 - 浅草寿町 - 浅草橋駅 - 橘町（現・東日本橋駅）- 浜町中の橋 - 西八丁堀 - 東京駅八重洲口

前述の11（→草41）系統から分離のうえ1966年（昭和41年）3月10日に誕生した。しかし中央区日本橋地区の人口減少により浅草以南の乗客が非常に少なかったため、都営地下鉄浅草線で代替できると判断され都電第6次撤去と同時の1971年（昭和46年）3月17日限りで廃止された。

分離元の草41系統は現在も千住営業所の管轄で運行中。

### 67系統
- 67：日暮里駅 - 入谷鬼子母神 - 浅草橋駅西口 - 箱崎町 - 京橋 - 新橋
- 67：日暮里駅 - 入谷鬼子母神 - 浅草橋駅西口 - 箱崎町 - 東京駅八重洲口

1955年（昭和30年）4月7日付で開通した。その後は1970年（昭和45年）7月12日に東京駅までに変更短縮され、翌1971年（昭和46年）の都電第6次撤去と同時に全線廃止となった。